# آرامگاه تیمورشاه
آرامگاه تیمورشاه یا مقبره تیمورشاه، بنایی است تاریخی در شهر کابل افغانستان که به دلیل دفن تیمورشاه درانی به این نام شهره شده است.

## تیمورشاه
تیمورشاه در ۱۱۵۱خورشیدی در مشهد به دنیا آمد. پس از فوت احمدشاه درانی در سال ۱۱۶۷ به ولیعهدی انتخاب شد. در همین سال به سبب حمله احمدشاه به خراسان و دور بودن احمدشاه از افغانستان، تیمور نایب السلطنه مقرر گردید. تیمورشاه در سال ۱۱۶۸ از لاهور به هرات بازگشت و از آن پس تا زمان فوت احمدشاه، حاکم هرات بود. پس از فوت احمدشاه، وزیر او، شاه ولی خان، شاهزاده سلیمان را به پادشاهی بالای تخت نشاند شاه ولی خان که خسر شاهزاده سلیمان می‌شد خلاف اصول و نصیحت احمد شاه بابا عمل نمود در این زمان امرا و سران اقوام به واسطه تسلط شاه ولی خان بر امور، از شاهزاده سلیمان روی گردانده و به هرات نزد تیمور رفتند. تیمور نیز با سپاهیان فراوان به قندهار رفت و قندهار را تصرف کرد و به دستور او شاه ولی خان و پسرانش را کشتند. بدین ترتیب، تیمور در ۱۱۸۶ به پادشاهی رسید.
تیمورشاه در ۱۲۰۷ در پیشاور درگذشت و جسد او را در کابل دفن نمودند. به قول بعضی مرگ وی بر اثر خوردن زهر بوده‌است. واین نخستین مرگ سیاسی در زمان حکومت درّانی در افغانستان بوده‌است.

## بنای مقبره
پس از آنکه تیمورشاه در محل کنونی مقبره دفن شد،
قبر تیمورشاه در جنوب دریای کابل ودر غرب لیسه عایشه درانی قرار دارد. بعد از دفن او پسرش زمان‌شاه درانی، مقبره بزرگی بر قبر پدرش بنا کرد. از زمان دقیق آغاز این پروژه و میزان صرف وقت و هزینه و طراح آن اطلاعاتی در دست نیست، اما آنچه مسلم است بنای این ساختمان در سال‌هایی بین ۱۷۹۳ تا ۱۸۰۱ میلادی ساخته شده‌است. برخی بر این باورند که زمان‌شاه برای اینکار از معماران قندهاری استفاده نموده‌است. در تشریح این بنا آورده‌اند که گنبدی بزرگ است و دو را دور آن اتاقک‌های کوچک ساخته شده است. مصالح استفاده شده در این بنا، خشت پخته و چونه بوده‌است. احتمالاً این بنا، اقتباسی از قبر ممتاز بیگم یا تاج محل هندوستان بوده است. بر این بنا در سال ۱۳۶۵ شمسی، مرمت‌کاری صورت گرفت.در سال ۱۳۸۱، به دستور حامد کرزی رئیس جمهور افغانستان، برای حل برخی معضلات پیش آمده برای این بنا، اقداماتی صورت گرفت و در نهایت این بنا به عنوان یک بنای گردشگری، از سوی کرزی افتتاح شد. این مرمت‌کاری توسط وزارت فرهنگ و اطلاعات افغانستان و با همکاری بنیاد آقاخان صورت گرفته است.
حامد کرزی در مراسم افتتاح این پروژه طی سخنرانی خود اعلام کرد که تیمورشاه، بنیان‌گذار کابل منحیث، پایتخت امروزی افغانستان است و تا زمانی‌که حیات داشت امپراتوری خویش را حفظ کرده و یکی از شخصیت‌های بزرگ تاریخی کشور افغانستان محسوب می‌شود. وی همچنین از خدمات کریم آقاخان در زمینه باسازی این بنا تشکر و قدردانی نمود.
این بنا تنها یادگار باقیمانده از دوران حکومت ابدالی‌ها در افغانستان می‌باشد.

## سایر دفن‌شدگان
در این مقبره علاوه بر تیمورشاه، شاه شجاع الملک درانی فرزند تیمورشاه، به سال ۱۲۵۸ میلادی دفن شده است.